# Sint-Jozefskerk (Deurne, Nederland)

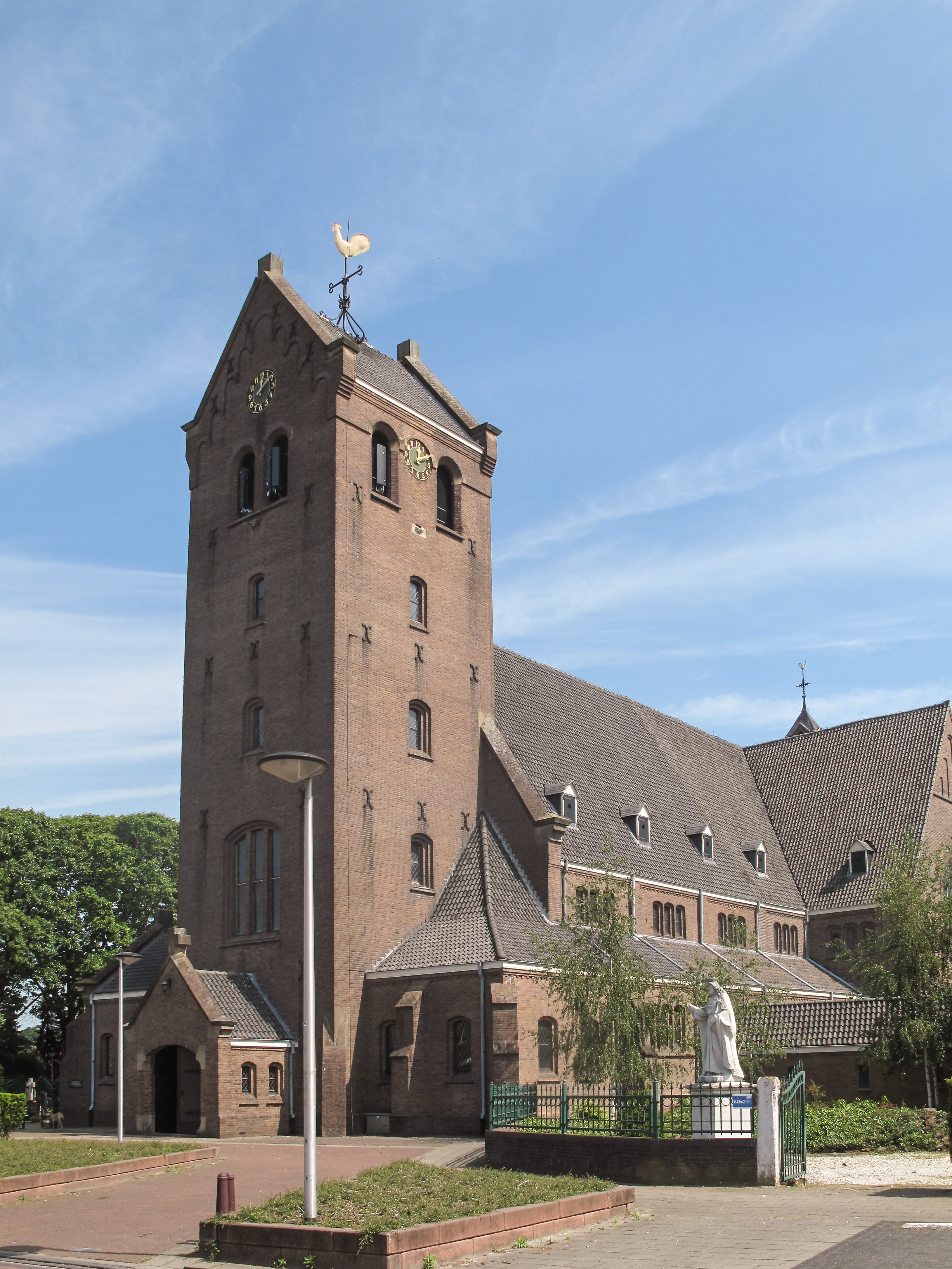
Sint-Jozefskerk

De Sint-Jozefskerk is een parochiekerk in de Noord-Brabantse gemeente Deurne, gelegen aan de Sint Jozefstraat 35.

## Geschiedenis
Deze kerk werd gebouwd voor de wijk Sint-Jozefparochie in 1918-1919 naar ontwerp van Jacobus van Gils. In 1938 werd een massieve voorgebouwde toren toegevoegd, naar ontwerp van Cees Geenen.

## Gebouw
Het is een driebeukige bakstenen kruisbasiliek. De voorgebouwde toren wordt gedekt door een zadeldak.